# فرانک فورده
فرانک فورده (زاده ۱۸ ژوئیه ۱۸۹۰ – درگذشته ۲۸ ژانویه ۱۹۸۳) سیاستمدار استرالیایی و پانزدهمین نخست وزیر استرالیا از ۶ ژوئیه ۱۹۴۵ تا ۱۳ ژوئیه همان سال بود.